# Поднятие флага над Кунейтрой

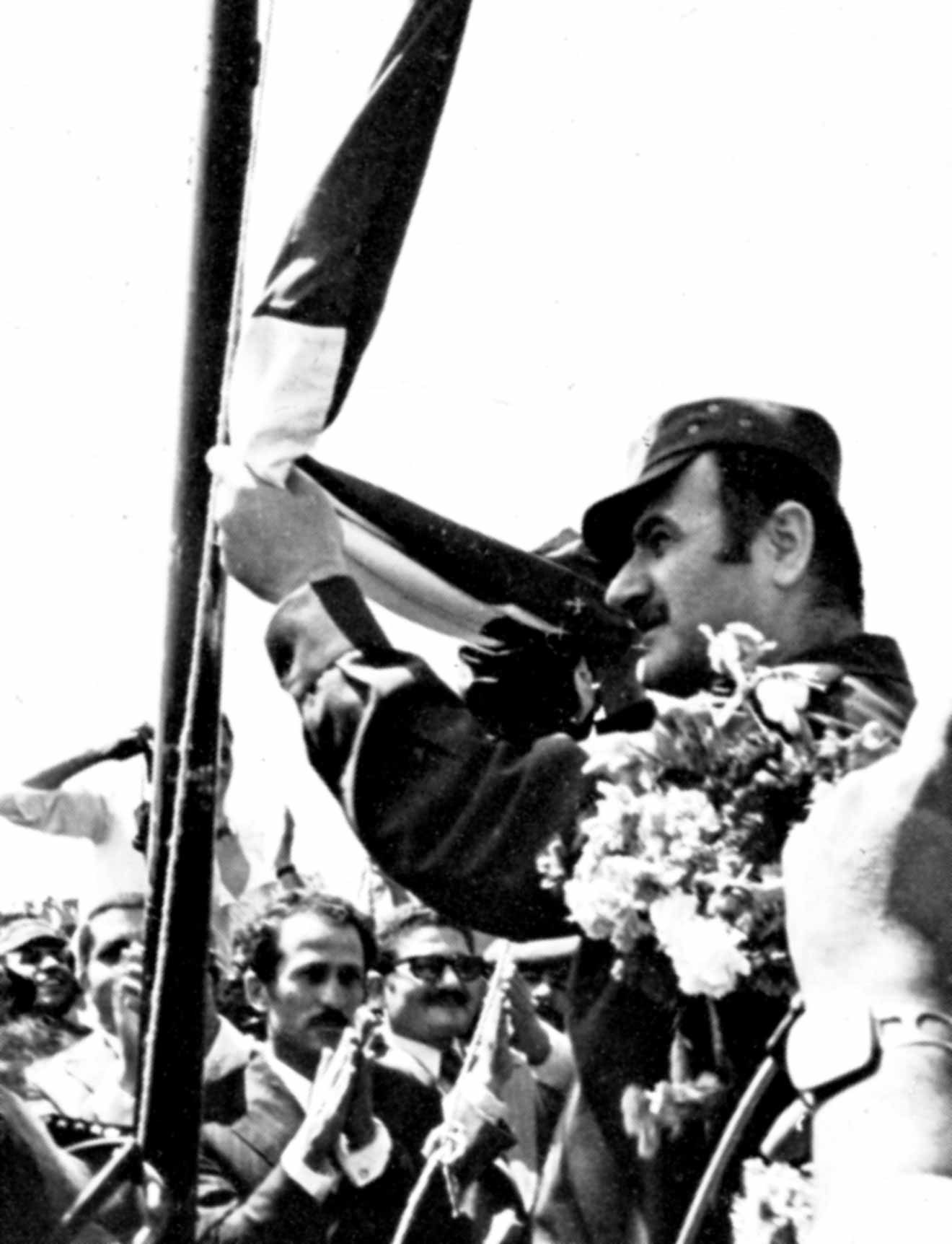
Фотография Сирийского президента Хафеза Асада во время поднятия флага.

Поднятие государственного флага над Кунейтрой произошло 26 июня 1974 года в городе Эль-Кунейтра на Голанских Высотах, Сирия. Поднятие Сирийского флага стало символичным и знаковым (пусть и не оказавшим значительного влияния) событием в истории Сирии и одним из символов завершения Войны Судного дня (а если конкретно Войны на истощение на Башанском выступе) на Голанских высотах. День этого торжественного события заметно поднял имидж Сирии в Арабском мире и впоследствии стал активно использоваться в государственной пропаганде внутри страны. Этот день регулярно вспоминался в правительственных СМИ во время правления партии Баас: некоторые из них называли этот день "днем славы и достоинства".

## Предыстория

### Государственный переворот 1970 года
В 1970 году в Сирии произошел переворот внутри партии Баас: генерал Хафез аль-Асад сверг и посадил в тюрьму фактического лидера Сирии Салаха Джадида. Асад облегчил радикальный курс, установленный Джадидом, и так же обьявил об одной важной цели: возвращение Голанских высот, потерянных после Шестидневной войны в 1967 году. С этой целью он начал интенсивную идеологизацию и милитаризацию Сирийского государства и общества: в итоге милитаризм в Баасистской Сирии стал всепроникающей частью социальной, политической и экономической жизни страны. К примеру, в первые годы его правления на армию выделялось 70 процентов всего государственного бюджета: Сирия активно готовилась к очередной войне. 

### Война Судного Дня
В 1973 году Сирия, совместно с Египтом, начала первоначально почти успешную войну против Израиля: несмотря на более жесткое сопротивление, чем у их египетских союзников, сирийская армия смогла прорвать израильскую оборону на Голанских Высотах.  Однако из-за отсутствия координации между арабскими армиями и египетской оперативной паузы с 7 по 14 октября, Сирия столкнулась со всей мощью израильской армии (которая очень быстро узнала о скромной стратегии Египта) и была вынуждена отступить. Израиль снова вторгся на сирийскую территорию, в район Башанского выступа, надеясь достичь Дамаска. Однако Сирии удалось остановить его продвижение, и началась война на истощение, которая продолжалась до конца мая 1974 года, когда Сирия подписала соглашение о разъединении. Хотя Сирия не освободила Голанские высоты, ее армия не была разгромлена, что принесло президенту Асаду уважение внутри Сирии и за рубежом. В то время как Египет вышел из войны, подписав односторонние соглашения с Израилем, Асад продолжил войну на истощение, все еще нанося Израилю потери и блокируя возможность увеличения его военных успехов. По мнению профессора Бернарда Райха, мастерство Асада как хладнокровного, гордого, жесткого и проницательного переговорщика в послевоенный период позволило ему заполучить город Кунейтру и завоевать уважение и восхищение многих арабов. Асад подписал соглашение о размежевании с Израилем только 31 мая 1974 года, выйдя из войны как стойкий и сильный игрок (ибо армия так и не была разгромлена за это время, а на переговорах Асад смог добиться некоторых уступок).

## Поднятие флага и празднования

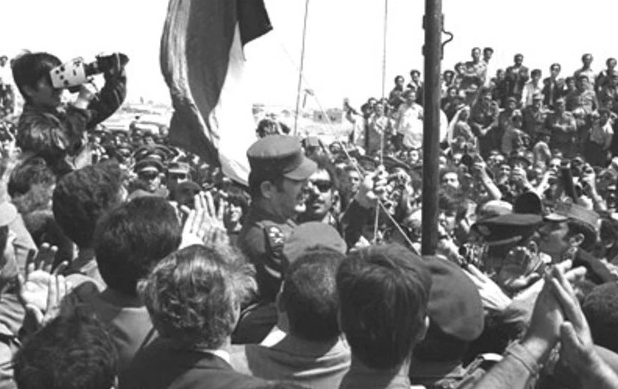
Фотография поднятия флага с другого ракурса

Поднятие флага произошло вскоре после передачи Кунейтры Сирии, 26 июня 1974 года. Когда президент Хафез Асад отправился в Кунейтру, он так же пообещал вернуть остальные оккупированные территории под контроль Сирии. После поднятия флага он сказал ликующей толпе: «Никакая сила на земле не сможет помешать нам восстановить наши права. Мы должны продолжать готовиться к изгнанию врага с нашей оккупированной арабской территории, и я с оптимизмом смотрю в победу и будущее».
Как передал журнал Time: "Возвращение разрушенного города - символа решимости Дамаска вернуть все земли, утраченные Израилем в Шестидневной войне, - стало поводом для эмоционального национального праздника." В город устремились сотни, если не тысячи жителей со всей Сирии. Журнал так же описал рвение празднования: "Тысячи верующих баасистов, а также просто туристов, ехали в Кунейтру на грузовиках и автобусах, украшенных сирийскими флагами и самодельными транспарантами. В пробке длиной в несколько миль застряли сотни официальных лимузинов, военных автомобилей, повозок с ослами и грузовиков, нагруженных возвращающимися беженцами, печками, спальными местами и мебелью. Военная полиция в красных беретах пыталась навести порядок в этом хаосе, изредка стреляя в воздух из автоматов АК-47, чтобы привлечь внимание. Напоминаний об октябрьских боях было предостаточно. Время от времени по плодородной равнине разносилось эхо разрывов мин. Пожар в прерии, вызванный взрывами боеприпасов, набросил на землю серую пелену." Вскоре прибыл и сам Асад, одетый в военную форму. Окружённый радостной толпой, которая бросала цветы, кричала и скандировала лозунги («Приветствуем Асада, освободителя!»), президент поцеловал сирийский флаг и поднял его на вершину местного флагштока. Один из журналистов, сопровождая празднующих сирийцев, передал сообщение: 
"Когда израильтяне отступили со своего выступа в Сирии, тысячи беженцев устремились на юг по дороге Дамаск-Кунейтра, чтобы вернуться в свои дома. Когда же наконец настал день взятия столицы, тысячи людей толпились вдоль пыльного шоссе, ожидая открытия заграждений."
Западные репортеры сопровождали сирийских беженцев, возвращавшихся в город в начале июля 1974 года, и описывали то, что они видели на месте. Корреспондент журнала Time сообщил, что «большинство его зданий разрушены, как будто динамитом, или изрешечены артиллерийским огнем». Город был сильно разрушен - и впоследствии так и не был восстановлен, поэтому его возвращение в Сирию и церемония поднятия флага были исключительно символическими событиями.

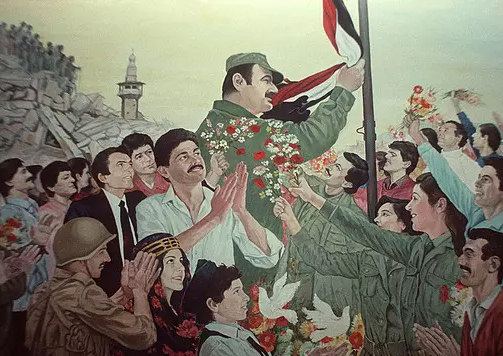
Пропагандистская фреска с поднятием флага.

## Использование в пропаганде
Сами по себе момент поднятия флага и празднования граждан вокруг президента весьма активно использовала государственная пропаганда: данное событие так же вложило свой вклад в культ личности президента Асада. Этот день - 26 июня - регулярно (почти ежегодно) отмечался и вспоминался в баасистской пропаганде и стал символом "победы" Сирии в войне (по версии пропаганды): видеофрагменты с поднятием флага регулярно появлялись на государственном телевидении под патриотическую музыку. Данное событие по своей символичности сравнивалось с поднятием флага над Рейхстагом 2 мая 1945-го (пусть по значимости и было намного ниже), и символизировало готовность и решимость Сирии освободить все Голаны. После войны в Дамаске появился посвященный ей музей: там так же была фреска с изображением Хафеза аль-Асада, выполненная мастерами из Северной Кореи. Так же в честь поднятия флага была выполнена другая фреска, которая видна справа на фотографии.